# Teinopodagrion
Teinopodagrion – rodzaj ważek z rodziny Megapodagrionidae.

## Podział systematyczny
Do rodzaju należą następujące gatunki:

- Teinopodagrion angulatum De Marmels, 2001
- Teinopodagrion caquetanum De Marmels, 2001
- Teinopodagrion chinchaysuyum De Marmels, 2001
- Teinopodagrion croizati De Marmels, 2002
- Teinopodagrion curtum (Selys, 1886)
- Teinopodagrion decipiens De Marmels, 2001
- Teinopodagrion depressum De Marmels, 2001
- Teinopodagrion epidrium De Marmels, 2001
- Teinopodagrion eretes De Marmels, 2001
- Teinopodagrion lepidum (Rácenis, 1959)
- Teinopodagrion macropus (Selys, 1862)
- Teinopodagrion mercenarium (Hagen, 1869)
- Teinopodagrion meridionale De Marmels, 2001
- Teinopodagrion muzanum (Navás, 1934)
- Teinopodagrion nebulosum (Selys, 1886)
- Teinopodagrion oscillans (Selys, 1862)
- Teinopodagrion schiessi De Marmels, 2001
- Teinopodagrion setigerum (Selys, 1886)
- Teinopodagrion temporale (Selys, 1862)
- Teinopodagrion turikum De Marmels, 2001
- Teinopodagrion vallenatum De Marmels, 2001
- Teinopodagrion venale (Hagen in Selys, 1862)
- Teinopodagrion vilorianum De Marmels, 2001
- Teinopodagrion waynu De Marmels, 2001
- Teinopodagrion yunka De Marmels, 2001